# Emilsborg

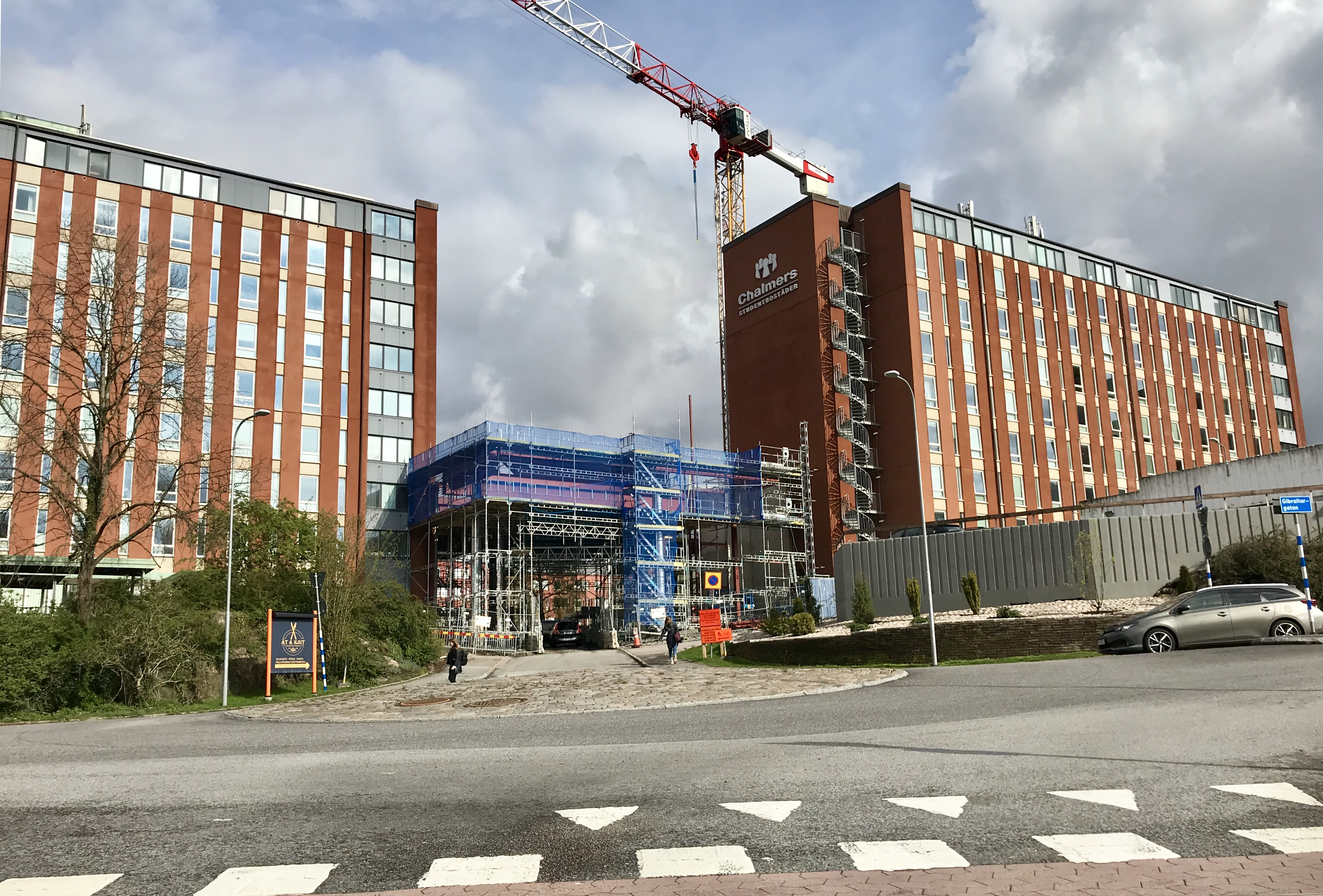
Emilsborg 2020

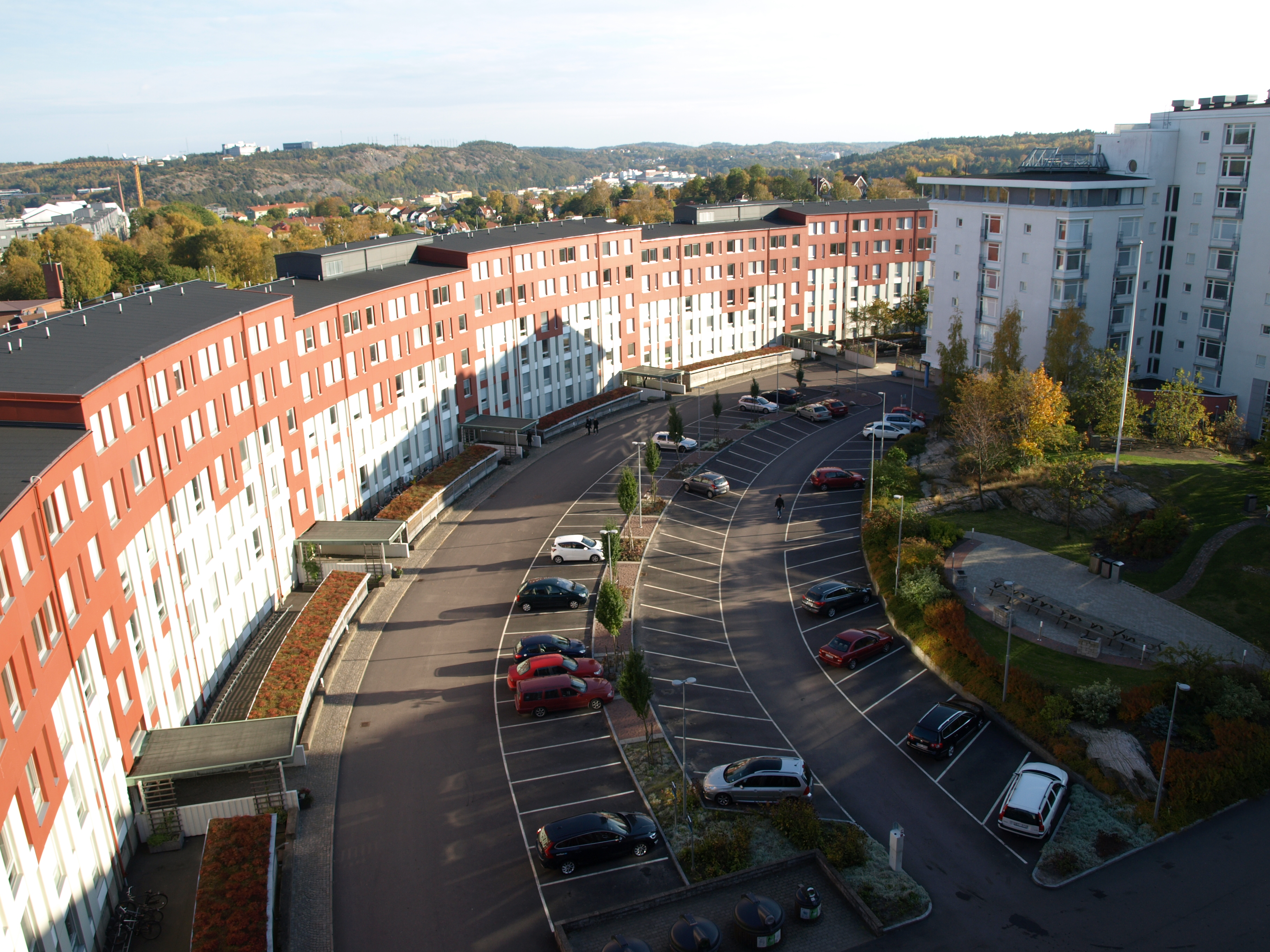
Emilsborg hösten 2015.

Emilsborg är ett studenthem vid Gibraltargatan 78-94 i stadsdelen Krokslätt i Göteborg. Det är byggt för Chalmers studentkår, och första etappen invigdes den 20 december 1963. Men det hade varit i bruk under hela höstterminen. Tillbyggnaden Gibraltargatan 80 invigdes 1996, och den första etappen renoverades 2004. Gibraltargatan 78 invigdes 2006. 2012 var ytterligare 96 lägenheter klara efter att ett av husen från 1963 renoverades och byggdes på med ytterligare två våningar.
I mitten av 1950-talet började Chalmers studentkår att planera för ett nytt studenthem, och i april 1959 reserverade fastighetsnämnden området för Chalmers studentkår. Området begränsades norrut av Golvläggaregatan, österut av Fridkulla- och Grågåsgatan samt söderut av Björkuddsgatan och gränsen mot Mölndal. Den 25 oktober 1960 godkände byggnadsnämnden den stadsplaneändring som medgav uppförandet av studentbostäder på höjdplatån sydost om Store Mosse. Planförslaget innebar också ändringar  för delen närmast Fridkullagatan, där det blev möjligt att låta uppföra tvåvånings radhus med sammanlagt 16 lägenheter. Fem hus planerades med cirka 700 lägenheter, varav två fyravånings båghus och tre skivhus på 7-9 våningar. Arbetsnamnet var då "Emilska sovstaden." På platsen låg ett antal villor utspridda i den sydvästligaste delen av Krokslätts villabebyggelse. I samband med utbyggnaden kom Doktor Forselius gata att förbindas med Gibraltargatan. Spårvägen kunde därmed realisera en gammal plan att förlänga busslinje 51 från Guldheden till Eklandagatan och vidare till Korsvägen. Linnéplatsen skulle då knytas samman med Korsvägen.
År 1963 stod första etappen klar med 619 enkelrum, 5 rum med kokvrå och 20 dubbletter avsedda för gifta studenter. Enkelrummen utrustades med säng, sittbänk med förvaringslåda, 7 meter bokhylla, kylskåp med kokplatta, förvaringsskåp och garderob. Ingick gjorde också skrivbord, arbetsstol, fåtölj och soffbord. Till rummet hörde hall och toalett med dusch. Gemensamma solaltaner fanns på hustaken. På området låg en butik och ett sällskapsrum, och på gården hade 175 parkeringsplatser iordningställts. De tre huskropparna var förbundna med varandra genom en lång källarkulvert. De två sexvåningshusen och det långa, svängda trevåningshuset kostade drygt 13 miljoner kronor att uppföra. Arkitekter var Lund, Valentin, Tropp, Johansson och Björklund från Lund & Valentin arkitekter.  